# Kabinett Costa II
Als Kabinett Costa II wird die 22. verfassungsgemäße, vom Präsidenten Portugals, Marcelo Rebelo de Sousa, beauftragte portugiesische Regierung unter Premierminister António Costa bezeichnet, in Portugal auch XXII Governo Constitucional de Portugal (XXII. verfassungsgemäße Regierung von Portugal) genannt. 
Sie regierte seit dem 26. Oktober 2019, nachdem die Partido Socialista bei der Parlamentswahl am 6. Oktober 2019 mit 36,35 % der Stimmen und 108 der 230 Sitze stärkste Partei geworden war. Mangels absoluter Mehrheit in der Assembleia da República regierte das Kabinett Costa II als Minderheitsregierung. 
Es wurde am 30. März 2022 vom Kabinett Costa III abgelöst. 

## Zusammensetzung
Ab dem 26. Oktober 2019 regierte in Portugal Premierminister António Costa mit seinem Kabinett. Minister und Ressorts waren:
| Amt                                                            | Name                                                          | Partei    |
| -------------------------------------------------------------- | ------------------------------------------------------------- | --------- |
| Premierminister                                                | António Costa                                                 | PS        |
| Ministerium für Wirtschaft und Digitalen Wandel                | Pedro Siza Vieira                                             | parteilos |
| Ministerium für Präsidentschaftsangelegenheiten                | Mariana Vieira da Silva                                       | PS        |
| Ministerium für Auswärtige Angelegenheiten                     | Augusto Santos Silva                                          | PS        |
| Ministerium für Finanzen                                       | Mário Centeno (bis 15. Juni 2020)                             | parteilos |
| Ministerium für Finanzen                                       | João Leão (ab 15. Juni 2020)                                  | parteilos |
| Ministerium für Nationale Verteidigung                         | João Gomes Cravinho                                           | parteilos |
| Ministerium für Innere Verwaltung                              | Eduardo Cabrita                                               | PS        |
| Ministerium für Justiz                                         | Francisca Van Dunem                                           | parteilos |
| Ministerium für Arbeit, Solidarität und soziale Sicherheit     | Ana Mendes Godinho                                            | PS        |
| Ministerium für öffentliche Verwaltung                         | Alexandra Leitão                                              | PS        |
| Ministerium für Wissenschaft, Technologie und Hochschulbildung | Manuel Heitor                                                 | PS        |
| Ministerium für Planung                                        | Nelson de Souza                                               | PS        |
| Ministerium für Infrastruktur und Wohnungen                    | Pedro Nuno Santos                                             | PS        |
| Ministerium für Umwelt und Klimawandel                         | João Pedro Matos Fernandes                                    | PS        |
| Ministerium für Gesundheit                                     | Marta Temido                                                  | parteilos |
| Ministerium für Bildung                                        | Tiago Brandão Rodrigues                                       | parteilos |
| Ministerium für Kultur                                         | Graça Fonseca                                                 | PS        |
| Ministerium für territoriale Kohäsion                          | Ana Abrunhosa                                                 | parteilos |
| Ministerium für Landwirtschaft                                 | Maria do Céu Antunes (früherer Name Maria do Céu Albuquerque) | PS        |
| Ministerium für Meeresangelegenheiten                          | Ricardo Serrão Santos                                         | PS        |